# Lazdijai
Lazdijai (pronunciationⓘ) es una ciudad de Lituania ubicada a 7 km, aproximadamente, de la frontera este con Polonia. En 1990 Lituania declaró su independencia de la Unión Soviética, estableciéndose nuevos puntos de control en la frontera entre Polonia y Lituania conviritendo a Lazdijai en el centro que regula y supervisa estas operaciones. Es el lugar de nacimiento del popular político y productor lituano Arūnas Valinskas.